# Козак, Василий Михайлович
Васи́лий Миха́йлович Коза́к (укр. Василь Михайлович Козак; 1994, Яворовский район) — украинский военнослужащий, майор, участник российско-украинской войны. Герой Украины (2022).

## Биография
Родился в 1993 году в Яворовском районе Львовской области. Окончил Львовскую гимназию «Престиж» и занимался карате в клубе «ЮНИОН», став чемпионом Украины и призёром Кубка Европы.
Получил высшее образование в Национальном юридическом университете имени Ярослава Мудрого, который окончил в 2015 году. В 2017 году стал аспирантом кафедры уголовного права этого университета, а в июне 2021 года защитил диссертацию на соискание степени доктора философии по теме «Уголовная ответственность за незаконный оборот транспортных средств».
Служил в управлении СБУ в Ужгороде, где возглавлял подразделение по борьбе с коррупцией и организованной преступностью. Под его руководством были задержаны рекордные партии героина, предназначенные для доставки в ЕС. Также принимал активное участие в борьбе с представителями преступного мира, включая задержание и привлечение к ответственности криминального авторитета, представлявшего интересы грузинских «воров в законе» в Закарпатской области.
С начала полномасштабного вторжения России в Украину в 2022 году участвовал в успешных операциях на оккупированных территориях Украины.

## Награды
- Звание «Герой Украины» с удостоением ордена «Золотая Звезда» (24 февраля 2023) — за личное мужество и героизм, проявленные в защите государственного суверенитета и территориальной целостности Украины, верность военной присяге[2].